# Sluhovod
Sluhovod (latinsko meatus acusticus externus), tudi zunanji sluhovod, je cevasti del zunanjega ušesa, ki sega od uhlja do bobniča. Po navadi je dolg nekje 26 mm in v premeru meri 7 mm.
Poznamo tudi notranji sluhovod (notranji akustični meatus), ki predstavlja kanal v piramidi senčnice, po katerem potekata obrazni (facialni) in ravnotežno-slušni (vestibulokohlearni) živec.

## Zunanji sluhovod
Sluhovod je ob rojstvu sorazmerno kratek, zato obstaja nevarnost njegove poškodbe pri posegih v zunanjem sluhovodu. Zunanji sluhovod doseže svojo končno dolžino okrog devetega leta starosti.